# مادام رولاند
ماری-ژان «مانون» رولان دو لا پلاتیر (پاریس، ۱۷ مارس ۱۷۵۴ – پاریس، ۸ نوامبر ۱۷۹۳)، با نام اصلی ماری-ژان فیلیپون, و بیشتر با نام مادام رولان شناخته می‌شود. او یک انقلابی فرانسوی، محفل ادبی و نویسنده بود. نامه‌ها و خاطرات او به دلیل ثبت حال و هوایی که رویدادهای منتهی به انقلاب را شکل داد، شهرت یافتند.
از سنین پایین، رولان به فلسفه و نظریه‌های سیاسی علاقه‌مند شد و طیف گسترده‌ای از نویسندگان و متفکران را مطالعه کرد. در عین حال، آگاه بود که به عنوان یک زن، نقش متفاوتی در جامعه نسبت به مردان خواهد داشت. پس از ازدواج با اقتصاددان ژان-ماری رولان دو لا پلاتیر، او با همسرش یک تیم زوجی تشکیل داد که به او این امکان را داد که در سیاست عمومی نقش ایفا کند.
او از پاریس به لیون نقل مکان کرد، جایی که در ابتدا زندگی آرام و بی‌سروصدایی به عنوان یک روشنفکر استانی در کنار همسرش داشت. اما با آغاز انقلاب فرانسه در سال ۱۷۸۹، به‌طور فعال وارد سیاست شد. او سال‌های اولیه انقلاب را در لیون سپری کرد، جایی که همسرش به عضویت شورای شهر انتخاب شد. در این دوره، او شبکه‌ای از ارتباطات با سیاستمداران و روزنامه‌نگاران ایجاد کرد. گزارش‌های او دربارهٔ تحولات لیون در نامه‌هایی به افراد در شبکه‌اش، در روزنامه‌های ملی انقلابی منتشر می‌شد.
در سال ۱۷۹۱، این زوج در پاریس مستقر شدند، جایی که مادام رولان به سرعت به عنوان یکی از چهره‌های برجسته گروه سیاسی ژیروندن، یکی از جناح‌های معتدل‌تر انقلاب، شناخته شد. او به خاطر هوش، تحلیل‌های سیاسی دقیق و سرسختی‌اش معروف بود و در مذاکره و لابی‌گری مهارت داشت. محفل ادبی او که چندین بار در هفته در خانه‌اش برگزار می‌شد، محل ملاقات مهمی برای سیاستمداران بود. با این حال، اعتقاد او به برتری فکری و اخلاقی خود، باعث شد که رهبران سیاسی مهمی مانند ماکسیمیلیان روبسپیر و ژرژ دانتون را از خود براند.
برخلاف انقلابیون فمینیست مانند الیمپ دگوژ و اتا پالم دآلدرز، مادام رولان طرفدار حقوق سیاسی زنان نبود. او پذیرفته بود که زنان باید نقش بسیار محدودی در زندگی عمومی و سیاسی ایفا کنند. حتی در زمان حیاتش، بسیاری این موضع را با مشارکت فعال خودش در سیاست ناسازگار می‌دانستند.
وقتی در سال ۱۷۹۲، همسرش به‌طور غیرمنتظره‌ای وزیر کشور شد، نفوذ سیاسی او افزایش یافت. او کنترل محتوای نامه‌های وزارتی، یادداشت‌ها و سخنرانی‌ها را به دست گرفت، در تصمیم‌گیری‌های مربوط به انتصابات سیاسی نقش داشت و مسئول دفتری بود که برای تأثیرگذاری بر افکار عمومی در فرانسه ایجاد شده بود. او هم مورد تحسین و هم نفرت قرار گرفت و به‌ویژه مورد دشمنی سان-کولوت‌های پاریس بود. روزنامه‌نگاران ژان-پل مارا و ژاک ابر به عنوان بخشی از رقابت قدرت میان ژیروندن‌ها و جناح رادیکال‌تر ژاکوبن‌ها و کوه‌نشینان، کارزار تخریبی علیه مادام رولان به راه انداختند. در ژوئن ۱۷۹۳، او نخستین ژیروندنی بود که در دوران حکومت وحشت دستگیر شد و چند ماه بعد گیوتین شد.
مادام رولان در ماه‌های پیش از اعدامش در زندان خاطرات خود را نوشت. این خاطرات - مانند نامه‌هایش - منبع ارزشمندی از اطلاعات دربارهٔ سال‌های نخست انقلاب فرانسه هستند.

## سال‌های اولیه

### کودکی

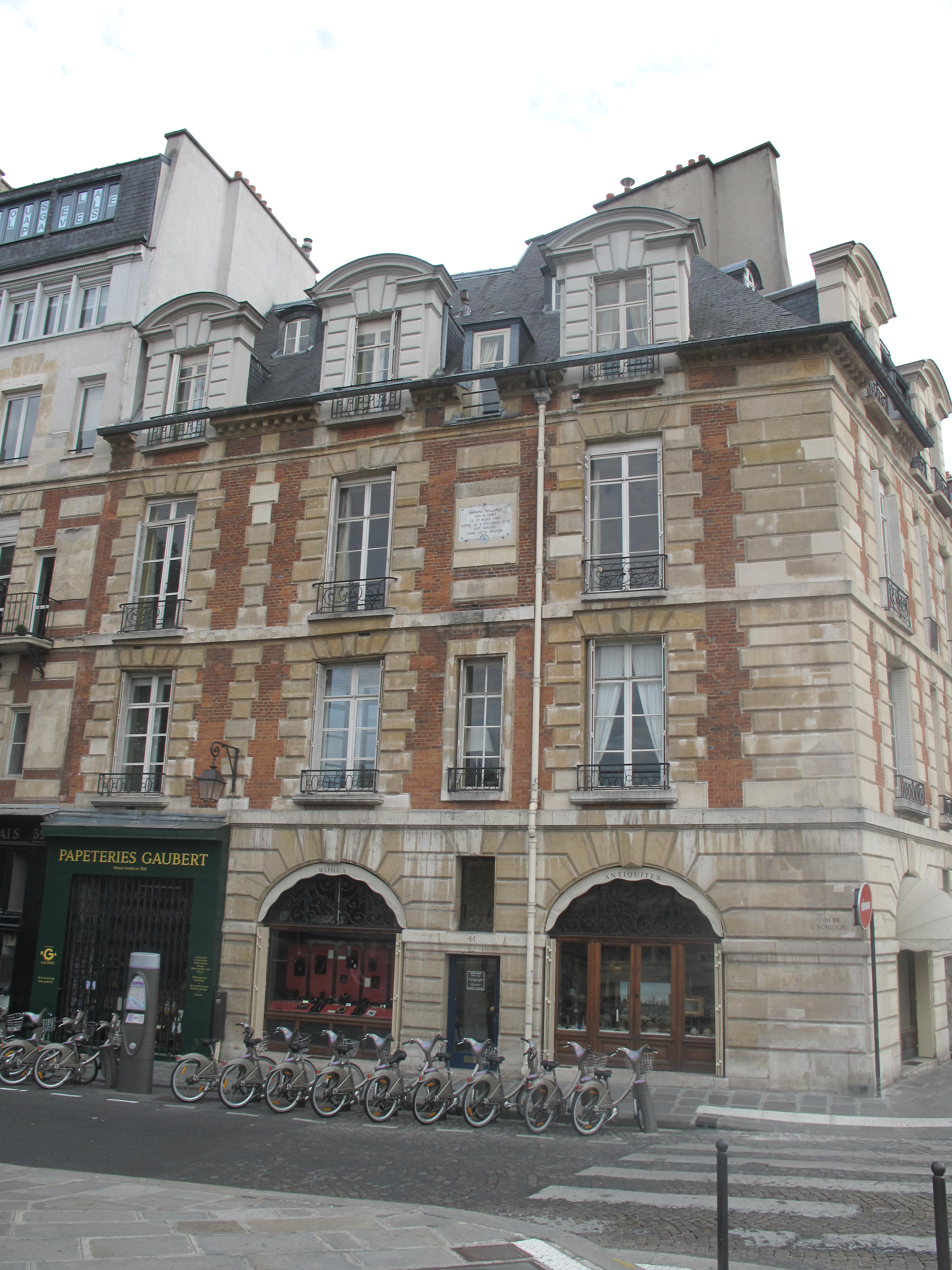
خانه‌ای در کِ دُ لُغلو در پاریس، جایی که مانون رولان دوران کودکی خود را سپری کرد

ماری-ژان فیلیپون، معروف به مانون، دختر پیر گاتیان فیلیپون، یک حکاکی، و مارگریت بیمونت، دختر یک پارچه‌فروش بود. پدرش کسب‌وکار موفقی داشت و خانواده‌اش در محیطی راحت در کِ دُ لُغلو در پاریس زندگی می‌کردند. او تنها فرزند زنده این زوج بود؛ شش خواهر و برادرش در کودکی درگذشتند. او دو سال اول زندگی خود را با یک دایه در آرپاژون، شهری کوچک در جنوب شرقی پاریس، گذراند.
مانون در پنج‌سالگی خواندن را آموخت و در درس‌های کتکیزم، کشیشان محلی متوجه هوش بالای او شدند؛ بنابراین، و از آنجا که او تنها فرزند خانواده بود، آموزشی فراتر از حد معمول برای دختری از طبقه اجتماعی خود دریافت کرد؛ با این حال، همچنان کمتر از سطح تحصیلاتی بود که یک پسر دریافت می‌کرد. معلمان برای آموزش موضوعاتی مانند خوشنویسی، تاریخ، جغرافیا و موسیقی به خانه خانواده‌اش می‌آمدند. پدرش به او طراحی و تاریخ هنر آموزش داد، یک عموی کشیش مقداری لاتین به او یاد داد و مادربزرگش، که معلم سرخانه بود، به او املا و دستور زبان آموخت. علاوه بر این، از مادرش نحوه مدیریت خانه را یادگرفت.
به عنوان یک کودک، او بسیار مذهبی بود. به درخواست خودش، یک سال را در صومعه گذراند تا خود را برای اولین اعتراف آماده کند، اما چند سال بعد شروع به زیر سؤال بردن آموزه‌های کلیسای کاتولیک کرد. هرچند که سرانجام از کلیسا فاصله گرفت، اما تا پایان عمر به وجود خدا، جاودانگی روح و وظیفه اخلاقی برای انجام خیر اعتقاد داشت. عقاید او به دادارباوری بسیار نزدیک بود.

### مطالعه و نویسندگی
پس از بازگشت از صومعه، تحصیلات رسمی اندکی دریافت کرد اما به مطالعه ادامه داد و عمدتاً یک خودآموزی بود. او کتاب‌هایی در موضوعات مختلف، از جمله تاریخ، ریاضیات، کشاورزی و حقوق می‌خواند. علاقه خاصی به آثار کلاسیک داشت و مانند بسیاری از هم‌عصرانش، از زندگی‌نامه‌های پلوتارک در حیات مردان نامی الهام می‌گرفت.
دیدگاه‌های مانون فیلیپون دربارهٔ روابط اجتماعی در فرانسه تحت تأثیر عواملی از جمله بازدید از آشنایان مادربزرگش در دربار کاخ ورسای شکل گرفت. او از رفتار خودخواهانه اشرافیانی که ملاقات کرد تحت تأثیر قرار نگرفت. او این موضوع را قابل توجه یافت که افراد به دلیل خانواده‌ای که در آن متولد شده‌اند از امتیازات برخوردار می‌شوند، نه بر اساس شایستگی. او خود را غرق در فلسفه کرد، به ویژه در آثار ژان-ژاک روسو؛ ایده‌های دموکراتیک او تأثیر عمیقی بر تفکر مانون دربارهٔ سیاست و عدالت اجتماعی گذاشت. روسو در زمینه‌های دیگر نیز برای او بسیار مهم بود. او بعدها گفت که کتاب‌های روسو به او نشان داده‌اند که چگونه می‌توان زندگی‌ای شاد و رضایت‌بخش داشت. در طول زندگی خود، او مرتباً هلوئیز جدید روسو را بازخوانی می‌کرد و از آن به عنوان منبع الهام استفاده می‌کرد.
او از فرصت‌های محدودی که به عنوان یک زن در اختیار داشت، ناراضی بود و به دوستانش نوشت که ترجیح می‌داد در دوران روم باستان زندگی کند. مدتی به‌طور جدی به این فکر می‌کرد که تجارت پدرش را به عهده بگیرد. او با تعدادی از مردان دانشمند مسن‌تر — که عمدتاً مشتریان پدرش بودند — مکاتبه داشت که به عنوان مربیان فکری او عمل می‌کردند. او خود شروع به نگارش مقالات فلسفی کرد که در میان دوستانش با عنوان Oeuvre des loisirs ("کار برای آرامش") به صورت نسخه‌های خطی توزیع می‌شد. در سال ۱۷۷۷، او در یک مسابقه جستار با موضوع "چگونه آموزش زنان می‌تواند به بهتر شدن مردان کمک کند" شرکت کرد. مقاله او برنده جایزه نشد.

## پیش از انقلاب

### ازدواج
در محیط اجتماعی خانواده فیلیپون، ازدواج‌ها معمولاً ترتیب داده می‌شدند؛ غیرمعمول بود که زنی جوان مانند مانون فیلیپون، که تنها فرزند والدینی نسبتاً مرفه بود، تا سن بیست‌سالگی ازدواج نکرده باشد. او حداقل ده پیشنهاد ازدواج دریافت کرد اما همه را رد کرد. او رابطه کوتاهی با نویسنده Pahin de la Blancherie داشت که برای او به یک ناامیدی دردناک ختم شد. یکی از دوستان پدرش، یک بیوه ۵۶ ساله که با او دربارهٔ مسائل فلسفی مکاتبه داشت، از او خواست که در املاکش با او زندگی کند تا بتوانند با هم فلسفه مطالعه کنند. او به این مرد اشاره کرد که ممکن است یک ازدواج عشق افلاطونی را در نظر بگیرد، اما چنین چیزی تحقق نیافت.

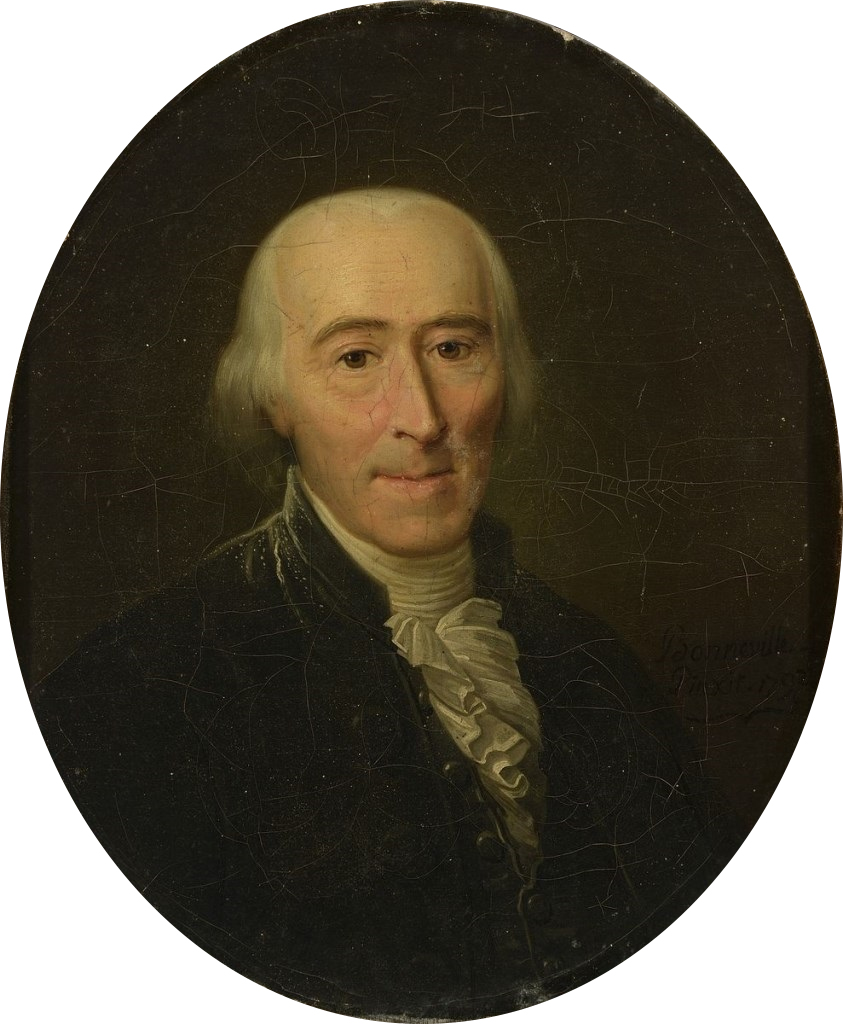
ژان-ماری رولان دو لا پلاتیر، همسر مانون رولان

در سال ۱۷۷۶، مانون فیلیپون با ژان-ماری رولان دو لا پلاتیر که بیست سال از او بزرگ‌تر بود آشنا شد. او بازرس صنایع در پیکاردی بود و مسئول کنترل کیفیت محصولات صنعتگران محلی. او در زمینه تولید، تجارت و سیاست اقتصادی، به ویژه در صنعت نساجی تخصص داشت. باهوش، اهل مطالعه و سفرکرده بود، اما به عنوان فردی شناخته می‌شد که به سختی نظرات دیگران را می‌پذیرفت و به راحتی آزرده می‌شد. به همین دلیل، اغلب در اجرای اصلاحات اقتصادی مورد نظرش موفق نبود و حرفه‌اش به اندازه‌ای که خود انتظار داشت، موفقیت‌آمیز نبود.
خانواده رولان زمانی به اشراف پایین‌رتبه تعلق داشتند، اما تا پایان قرن هجدهم دیگر عنوانی نداشتند. تفاوت آشکاری در جایگاه اجتماعی آنها با خانواده فیلیپون، که از صنعتگران و فروشندگان بودند، وجود داشت. این مسئله باعث شد که مانون فیلیپون در ابتدا پیشنهاد ازدواج رولان را در سال ۱۷۷۸ رد کند. اما یک سال بعد، او پیشنهاد را پذیرفت. برنامه‌های ازدواج در ابتدا مخفی نگه داشته شد، زیرا رولان انتظار داشت که خانواده‌اش اعتراض کنند. بر اساس استانداردهای آن زمان، این ازدواج نوعی هایپرگامی محسوب می‌شد: ازدواجی که به دلیل تفاوت زیاد در جایگاه اجتماعی همسران نامناسب تلقی می‌شد.
آنها در فوریه ۱۷۸۰ ازدواج کردند و ابتدا در پاریس زندگی کردند، جایی که رولان در وزارت کشور کار می‌کرد. از همان ابتدا، مادام رولان در کارهای همسرش کمک می‌کرد و عملاً نقش منشی او را ایفا می‌کرد. در اوقات فراغت، او در باغ گیاه‌شناسی پاریس به سخنرانی‌های تاریخ طبیعی می‌رفت. در آنجا با لویی-اوگوستین بوسک دانتیک، یک تاریخ طبیعی که تا زمان مرگش دوست صمیمی او باقی ماند، آشنا شد. دوستی او با فرانسوا-زاویه لانته‌ناس، که بعدها نماینده مجلس شد، نیز از همین دوران آغاز شد.

### آمین و لیون
پس از یک سال در پاریس، این زوج به آمین (شهر) نقل مکان کردند. تنها فرزند آنها، ائودورا، در سال ۱۷۸۱ در آنجا متولد شد. برخلاف عرف آن زمان — اما کاملاً مطابق با نظریات روسو — مادام رولان شیردهی دخترش را شخصاً بر عهده گرفت و از دایه استفاده نکرد. او گزارشی مفصل و صریح از زایمان و مشکلات شیردهی نوشت که پس از مرگش منتشر شد.
این زوج زندگی بسیار آرامی در آمین داشتند و ارتباط اجتماعی کمی برقرار می‌کردند. در این مدت، مادام رولان همچنان در کارهای همسرش کمک می‌کرد و به تدریج نقش بیشتری در نگارش و ویرایش متون به دست آورد. با گذشت زمان، او به نویسنده‌ای بهتر از همسرش تبدیل شد، و در نهایت، ژان-ماری رولان او را به عنوان شریک فکری برابر خود پذیرفت.

## یادداشت
1. ↑  گاهی او را با عنوان «دیم رولان» نیز نامیده‌اند، اما این مورد استثنا بوده و نه قاعده.
2. ↑  برخی منابع - از جمله کتابخانه ملی فرانسه - نام او را ژان-ماری ذکر کرده‌اند. اما در زندگینامه‌هایی که دربارهٔ او نوشته شده، ماری-ژان آمده است.
3. ↑  نام خانوادگی در اصل فقط "رولان" بود. یکی از نیاکان او "دو لا پلاتیر" را به عنوان اشاره‌ای به ملکی که متعلق به خانواده بود اضافه کرد. ژان-ماری رولان در دوران ancien régime از نسخه نجیبانه‌تر نام استفاده کرد اما پس از لغو عناوین نجیب‌زادگی در دوران انقلاب از آن صرف‌نظر کرد. (Reynolds, p.33)